# سسانو دل مولیزه
سسانو دل مولیزه (به ایتالیایی: Sessano del Molise) یک کومونه در ایتالیا است که در استان ایسرنیا واقع شده‌است. سسانو دل مولیزه ۲۴٫۷ کیلومتر مربع مساحت و ۸۷۱ نفر جمعیت دارد.